# Larentia feliciaria
Larentia feliciaria là một loài bướm đêm trong họ Geometridae.